# Bahnhof München Olympiastadion

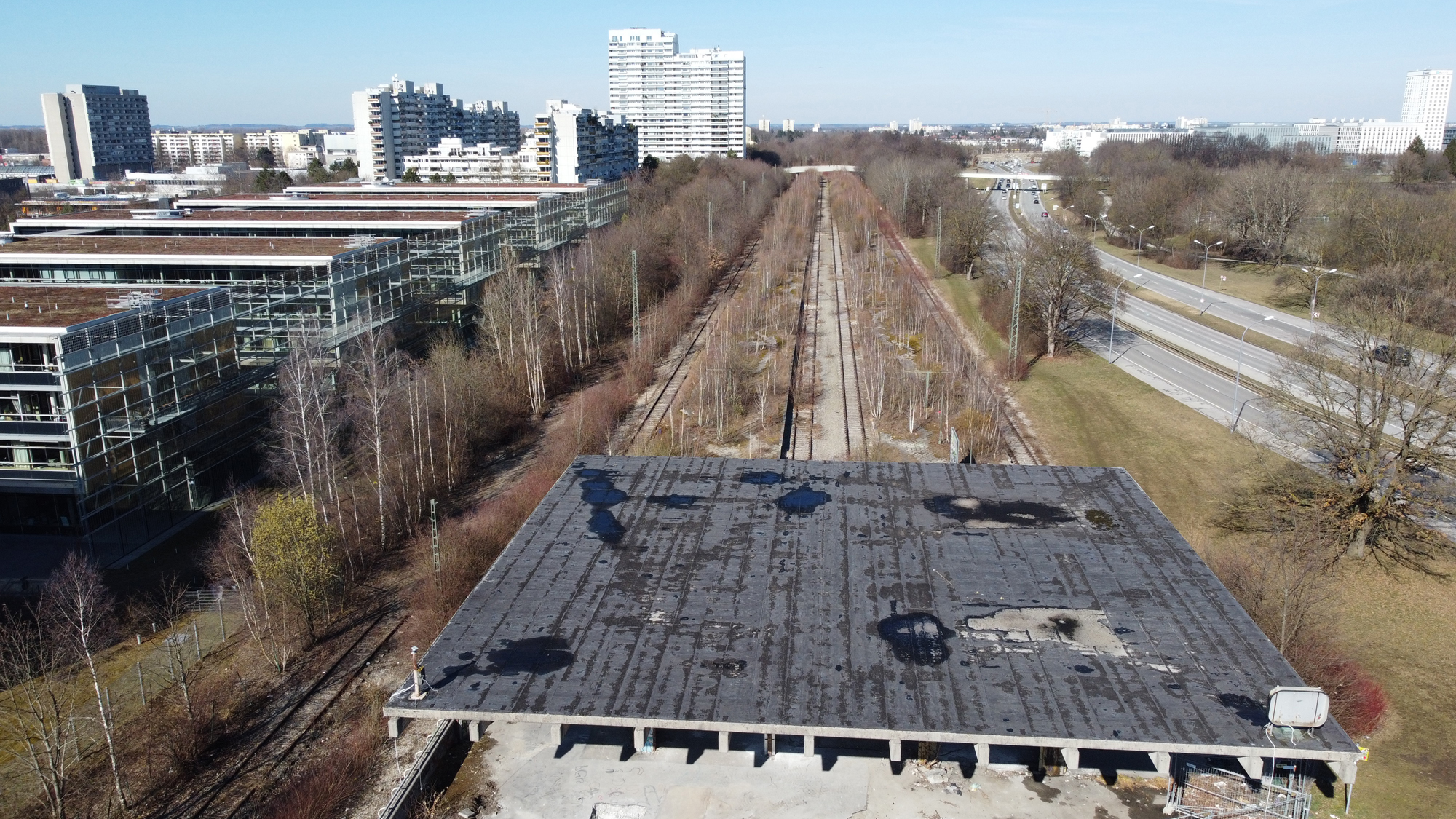
Blick auf das Empfangsgebäude, die Gleise und die Bahnsteige (März 2021)

Der Bahnhof München Olympiastadion im Norden Münchens (Am Riesenfeld) wurde im Vorfeld der Olympischen Sommerspiele 1972 gebaut, um für die großen Besucherströme neben der Münchner U-Bahn mit der Münchner S-Bahn ein zweites leistungsfähiges Transportmittel zum Olympiagelände zur Verfügung zu stellen. Er wurde 1988 endgültig stillgelegt und ist seitdem als Geisterbahnhof dem Verfall preisgegeben und entwickelte sich zum Sekundärbiotop. Als Teil des Ensembles „Olympiapark“ steht der Bahnhof unter Denkmalschutz.

## Geschichte

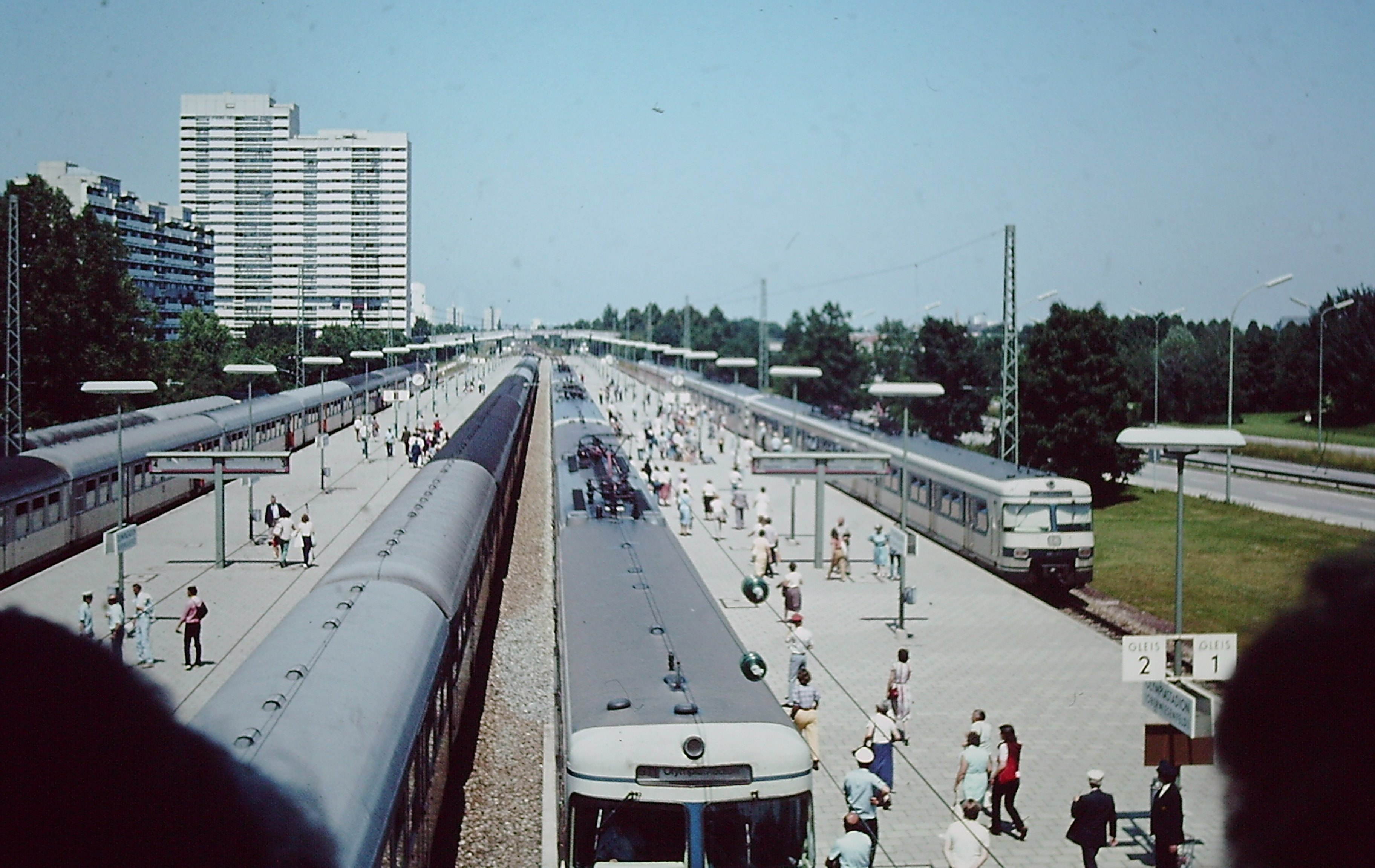
Betrieb beim Katholikentag am 8. Juli 1984. Links die Hochhäuser der Olympia-Pressestadt

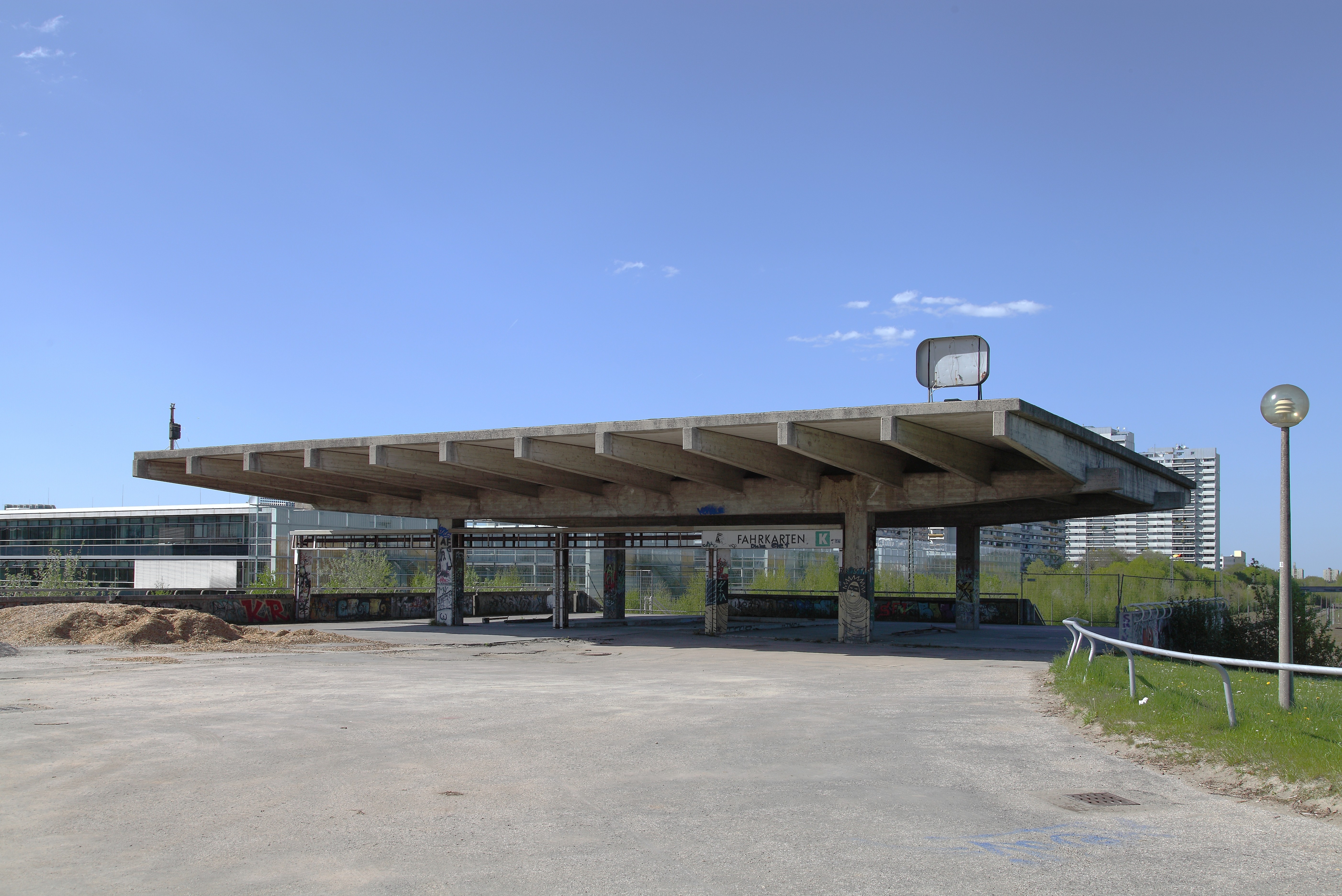
Früherer Eingangsbereich

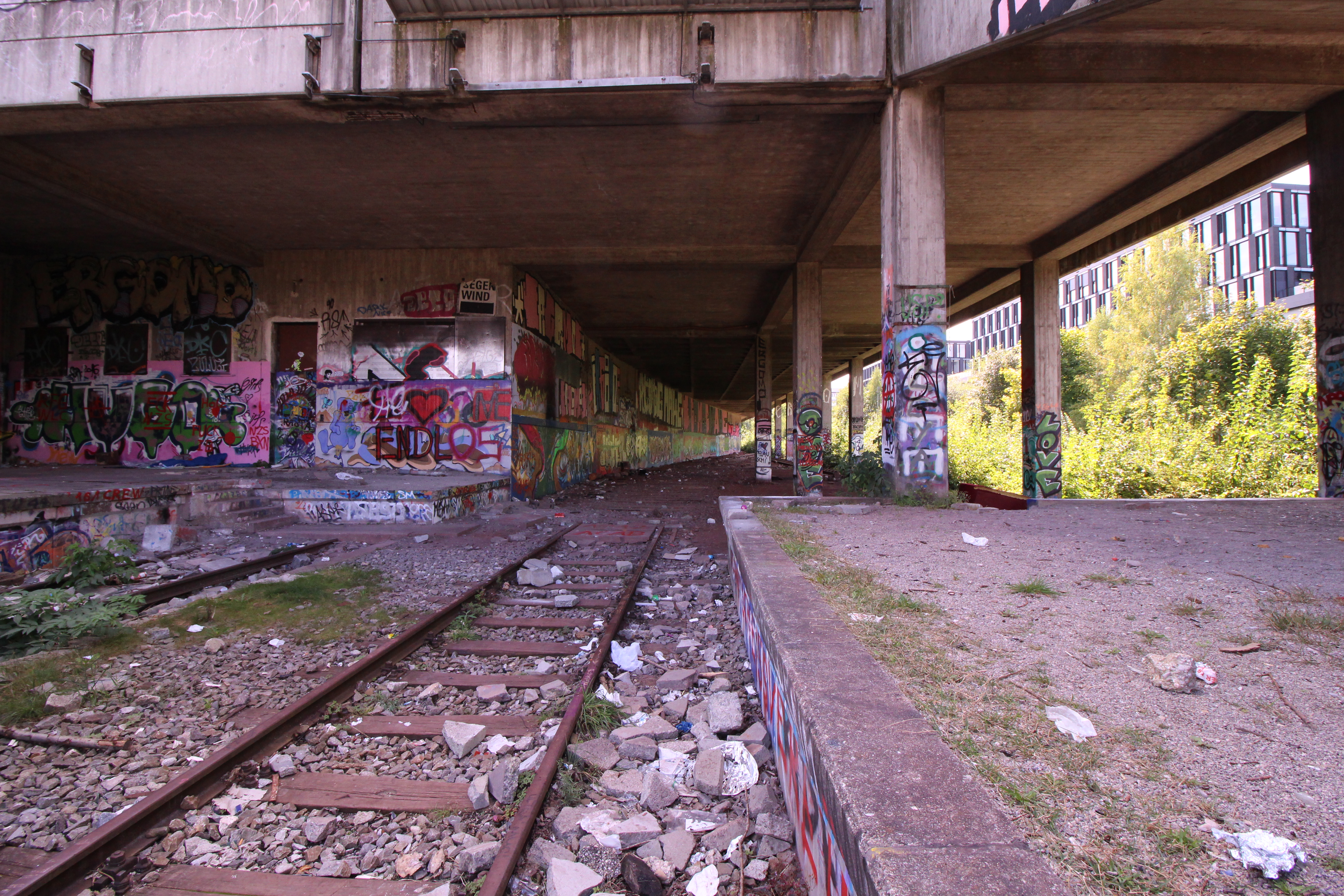
Graffiti (Aufnahme September 2016)

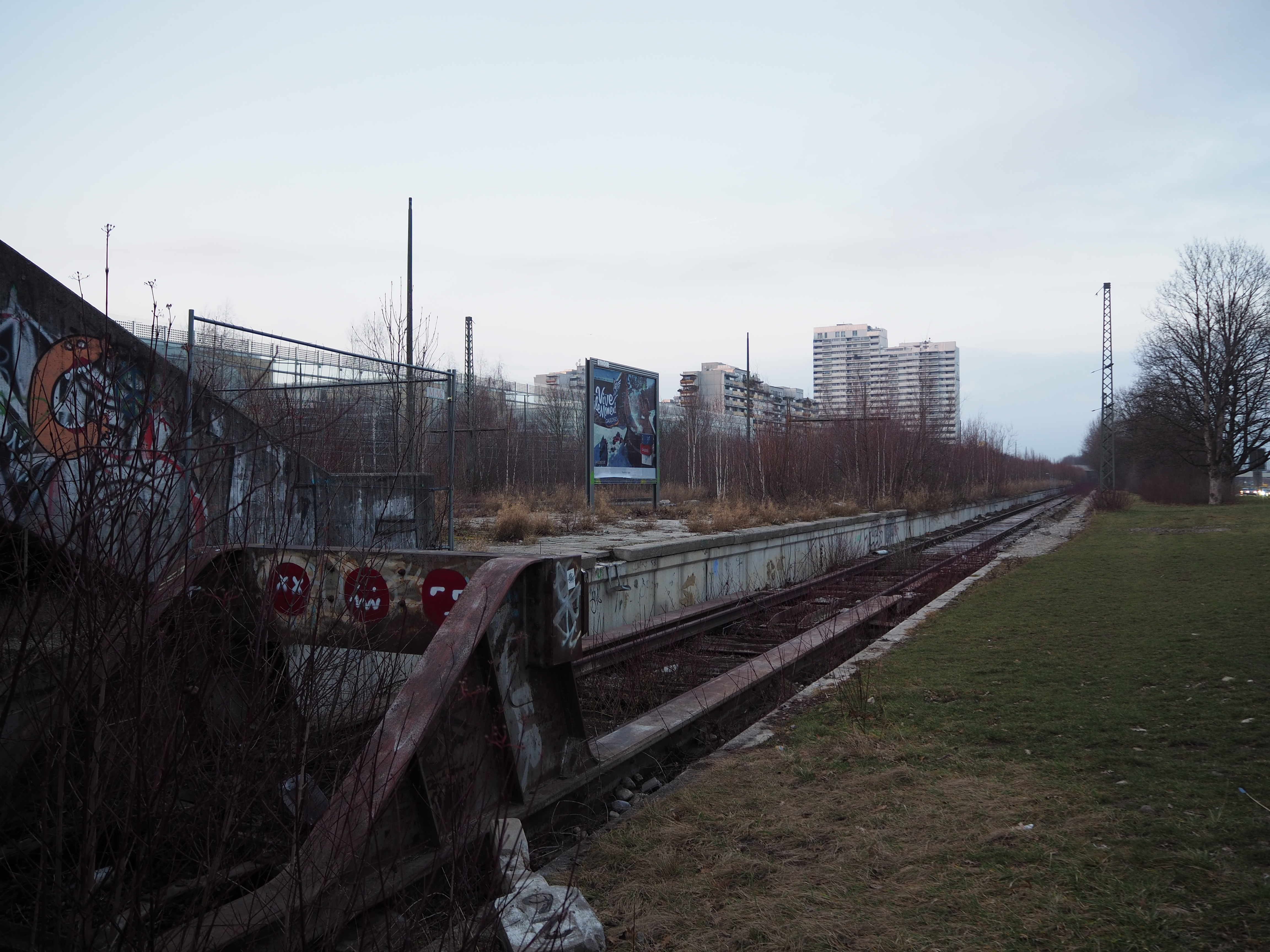
Blick auf die Gleisanlage vom Januar 2018

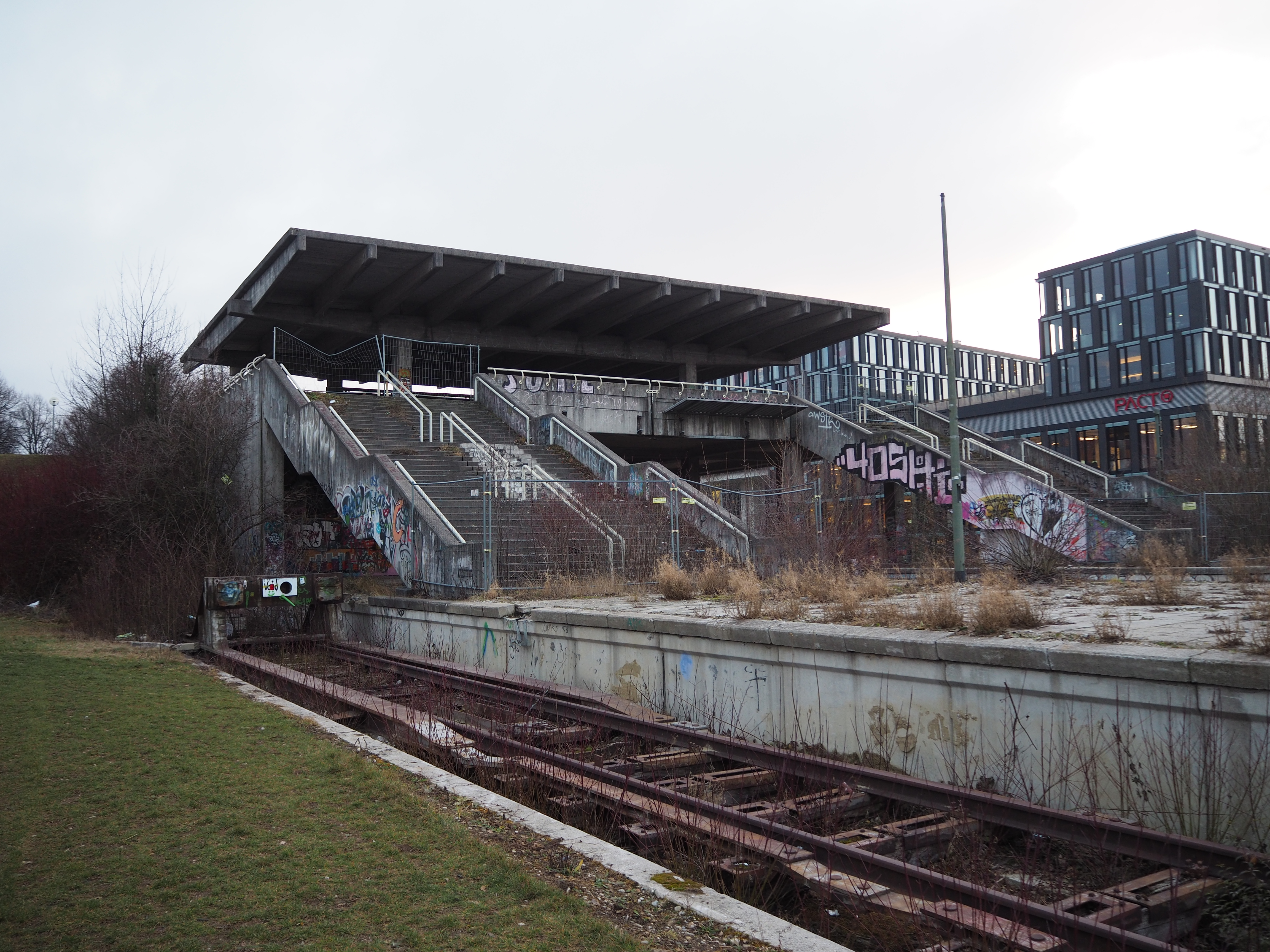
Der Übergang zwischen den Bahnsteigen mit Willkommensbereich.

Ab 1858 verlief auf dem Gebiet die von der Königlich privilegierten Actiengesellschaft der bayerischen Ostbahnen errichtete Bahnstrecke nach Landshut. 1892 wurde die Hauptbahn weiter in Richtung Westen verlegt und die Gleisanlagen verloren ihre Bedeutung.
Kurz vor den Olympischen Sommerspielen 1972, am 28. April 1972, wurde der neu errichtete Bahnhof erstmals angefahren. Im Nordwesten liegt die Olympia-Pressestadt. Den ersten Einsatz mit Personenverkehr hatte der Bahnhof am 26. Mai 1972 anlässlich des Fußball-Länderspiels Deutschland-Sowjetunion. Während der Olympischen Spiele hielten dort die S-Bahnlinien S5, S11 und S25, um den Besucheransturm zu bewältigen. Nach den Spielen war der Bahnhof nicht mehr in das reguläre S-Bahnsystem eingebunden, sondern wurde erst nur sporadisch und ab dem 8. August 1984 regelmäßig von der S8 und der S11 bei allen Fußballspielen im Olympiastadion angefahren.
Der Bahnhof bestand aus zwei Mittelbahnsteigen und insgesamt vier Gleisen. Die Gleise waren mit über 400 Metern lang genug für zwei hintereinander aufgestellte S-Bahn-Langzüge oder für Sonderzüge mit 15 Wagen. Daneben gab es noch ein fünftes, westlich gelegenes Umfahrungsgleis. Die während der Olympischen Spiele verkehrende Sonderlinie S25 wurde aus 15 Silberlingen mit einer E-Lok der Baureihe 140 in der Mitte gebildet.
Während die zwei östlichen Gleise hier endeten, führten die beiden anderen Gleise weiter nach Süden. Dort befand sich in der zweiten Hälfte des 19. Jahrhunderts die Eisenbahnstrecke München–Landshut; auf dieser Trasse wurde später ein Teilstück des Mittleren Rings, die Landshuter Allee, gebaut. Weiter wurde später ein Anschlussgleis zu Kasernen an der Dachauer Straße und noch während des Betriebs des Bahnhofs eines zum damaligen Gaswerk Moosach der Stadtwerke München gebaut. Angefahren wurde dieser Bahnhof über den sonst nur für den Güterverkehr genutzten Nordring der DB. Während der Olympischen Spiele 1972 wurde der Verkehr sowohl von Osten über Johanneskirchen als auch von Westen über Allach und Moosach abgewickelt, später nur von Westen.
Aufgrund eines tragischen Unfalls, bei dem spielende Kinder auf abgestellte Kesselwagen geklettert und mit der Hochspannung der Fahrleitung in Berührung gekommen waren, wurde der überwiegend ungenutzte Bahnhof nach dem Ende der Fußball-Europameisterschaft 1988 am 8. Juli 1988 geschlossen. Zunächst wurde die Fahrleitung abgeschaltet und bald darauf demontiert. Der Bahnhof ist seither dem Verfall preisgegeben und gilt daher als Geisterbahnhof.
Während der Bauarbeiten zur Verlängerung der U-Bahn-Linie U3 zum Olympia-Einkaufszentrum zwischen 2003 und 2006 wurden die Gleisanlagen durchtrennt, um dort eine Baugrube (48° 11′ 4,1″ N, 11° 32′ 21,6″ O) für den Tunnelbau zu errichten. Die Anschlussgleise an den Nordring sind ebenfalls nicht mehr durchgängig befahrbar.
Bis zur Einstellung des Projektes Transrapid München, der Verbindung zwischen dem Hauptbahnhof und dem Flughafen, am 27. März 2008 war geplant, hier das Ende des Tunnels vom Hauptbahnhof zu bauen.

## Nachnutzung
Die Landeshauptstadt München hat das 6,7 Hektar große Areal im Jahr 2011 von der Deutschen Bahn erworben. Damit soll das Radwegenetz in München verbessert werden und eine High-Line-artige Park-Schneise über die Brücken an der Triebstraße zum Park am Oberwiesenfeld und weiter in Richtung Dreiseenplatte geschaffen werden. Neben Veranstaltungsflächen, Skateplätzen, Liegewiesen, Spazier- und Radwegen soll es auch ein Biotop für geschützte Tierarten geben. Die Grünfläche ist 1,1 Kilometer lang und 15 bis 30 Meter breit. Vor der Nutzung müssen jedoch zunächst Bodenschadstoffe in Form von ,Roten Sanden’ entsorgt werden, die in erheblichem Umfang auf dem Gelände festgestellt wurden.

## Vegetation

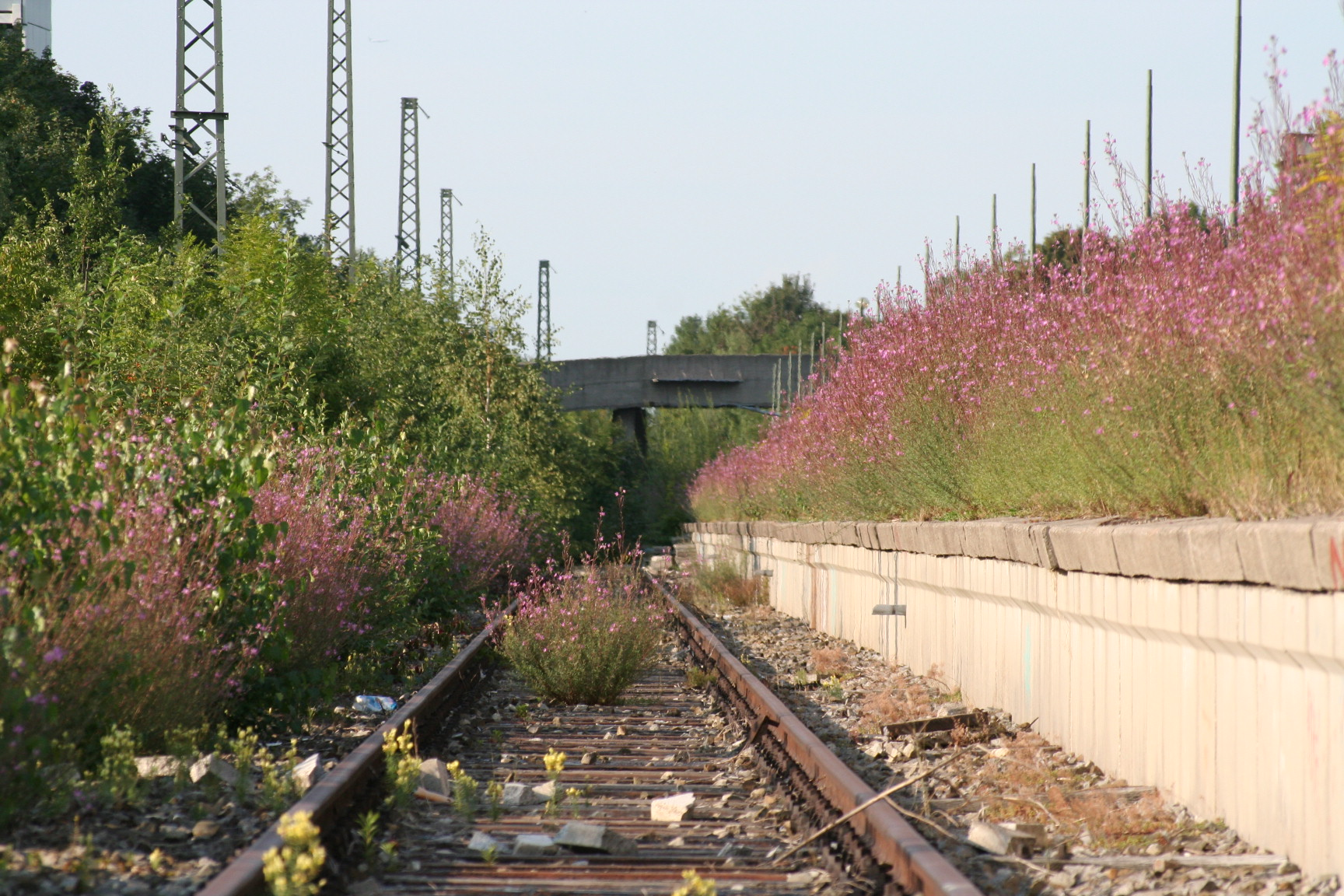
Vegetation im August 2006

Der Bahnhof ist heute sich selbst überlassen. Ohne Störungen und Einflüsse bietet er einer vielfältigen Flora Wuchsmöglichkeiten. Die Pflanzen wachsen hauptsächlich im Schotter der ehemaligen Bahngleise und in den Ritzen des Plattenbelags der Bahnsteige auf Rohböden. Die Ruderalvegetation wird im Rahmen des Projektes Flora von München erfasst. Es finden sich in ganz Bayern verbreitete Arten wie das Florentiner Habichtskraut aus der Familie der Korbblütler. Der rosablühende Gewöhnliche Dost ist ebenfalls sowohl in Bayern, als auch auf den Bahnsteigen häufig zu finden, was auch für die Gewöhnliche Wiesenschafgarbe zutrifft. Weit verbreitet sind auch das Gewöhnliche Frühlingsfingerkraut und das Gewöhnliche Bitterkraut.
Die Wilde Möhre und die Rispen-Flockenblume wie das gelbblühende Gefleckte Habichtskraut sind hauptsächlich nördlich der Donau auf Sand- und Schotterböden beheimatet und konnten daher auch auf den Bahnanlagen Münchens Fuß fassen.
Typisch für München ist ebenfalls das Rosmarin-Weidenröschen, das sonst in Bayern nicht weit verbreitet ist. Auf dem Bahnhof finden sich in Bayern seltene Pflanzen wie der Ysop, der Echte Lavendel und die kriechende Zwerg-Mispel. Eine weitere Rarität bildet das Winter-Bohnenkraut. Diese Pflanzen entstammen vermutlich den Balkonpflanzungen der umliegenden Hochhäuser.
Er gehört zum Münchner Grüngürtel.